# Georg Gawantka
Georg Gawantka (* 18. August 1891 in Berlin; † 14. Juli 1939 in Prag) war ein deutscher Generalmajor und Divisionskommandeur.

## Leben

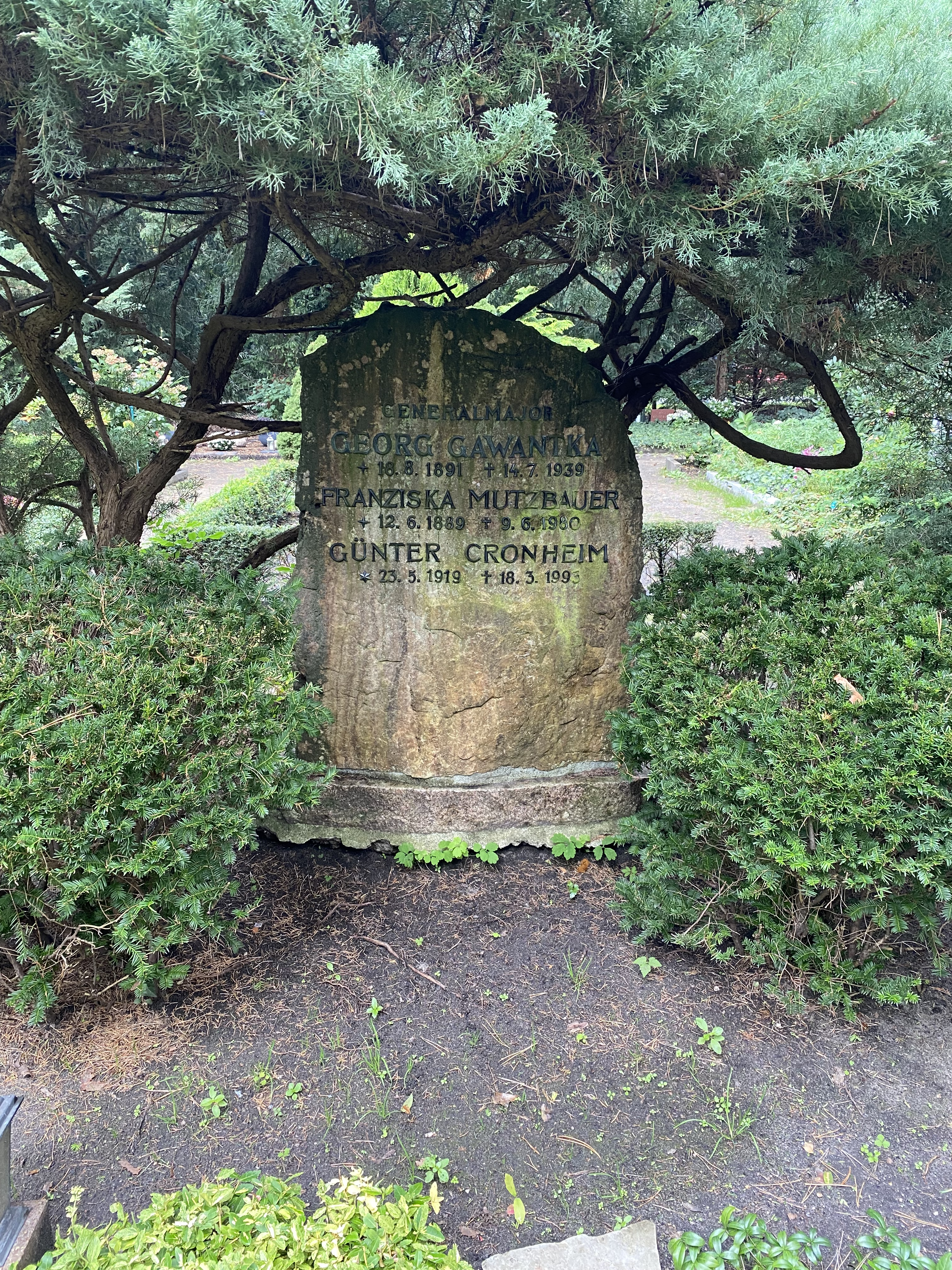
Grabstätte (Feld 007-244)

Georg Gawantka kam am 28. Februar 1910 als Fahnenjunker zum 3. Badischen Dragoner-Regiment „Prinz Karl“ Nr. 22 der preußischen Armee, wo er am 19. Oktober 1910 zum Fähnrich befördert und nach dem Besuch der Kriegsschule als Eskadronoffizier eingesetzt wurde. Mit dem Ausbruch des Ersten Weltkrieges kam dieses Regiment an die Front. Mitte Februar 1917 kam er dann zum Stab der 115. Infanterie-Division, wurde am 18. August 1918 zum Rittmeister befördert und blieb hier bis zu seiner Rückkehr in seine ursprüngliche Einheit im November 1918. 
Nach dem Krieg wurde er 1919 als Rittmeister in die Reichswehr übernommen und zuerst beim Reichswehr-Kavallerie-Regiment 4, dann ab Oktober beim Reichswehr Kavallerie-Regiment 113 eingesetzt. Beim 200.000-Mann-Übergangsheer im Frühjahr 1920 gehörte er zum Regimentsstab des Reiter-Regiment 18 und blieb hier auch nach der Bildung des 100.000-Mann-Heeres. 1924/25 wurde er zum Chef der 4. (Bad.) Eskadron vom 18. Reiter-Regiment in Ludwigsburg ernannt. 
Nach Führungsaufgaben in verschiedenen Einheiten kam er Anfang 1932 zum Reichswehrministerium nach Berlin. Hier wurde er am 1. April 1933 zum Oberstleutnant befördert. Am 1. Februar 1938 wurde er Kommandeur der 3. Schützen-Brigade in Eberswalde. Er wurde am 1. August 1938 zum Generalmajor befördert und übernahm am 10. November 1938 die 2. Schützen-Brigade in Wien. Am 1. Mai 1939 gab er sein Kommando ab und wurde dafür am gleichen Tag zum Kommandeur der 10. Panzer-Division im Protektorat Böhmen und Mähren ernannt. Mitte Juli 1939, kurz vor Beginn des Zweiten Weltkrieges, verstarb er. 
Zusammen mit seiner Ehefrau Franziska Mutzbauer wurde er auf dem Waldfriedhof in Berlin-Dahlem beigesetzt.
| Personendaten    | Personendaten          |
| ---------------- | ---------------------- |
| NAME             | Gawantka, Georg        |
| KURZBESCHREIBUNG | deutscher Generalmajor |
| GEBURTSDATUM     | 18. August 1891        |
| GEBURTSORT       | Berlin                 |
| STERBEDATUM      | 14. Juli 1939          |
| STERBEORT        | Prag                   |